# Beesonia napiformis
Beesonia napiformis är en insektsart som först beskrevs av Kuwana 1914.  Beesonia napiformis ingår i släktet Beesonia och familjen Beesoniidae. Inga underarter finns listade i Catalogue of Life.